# Club Atlético Talleres (Perico)
El Club Atlético Talleres es un club deportivo de la ciudad de Perico en la Provincia de Jujuy, Argentina. Fue fundado el 4 de abril de 1944 (81 años). Sus principales disciplinas deportivas son el fútbol y el basquetbol, además de practicarse otros distintos deportes. En materia de fútbol, su equipo masculino de primera división está afiliado a la Liga Jujeña de Fútbol.
Su equipo de primera división de fútbol masculino compitió en el Torneo Regional Federal Amateur llegando a la final de Zona Norte, perdiendo por penales con Juventud Antoniana.
En el ámbito del fútbol, es uno de los equipos más reconocidos de la Provincia y la Liga Jujeña. Sus clásicos rivales son el Club de Gimnasia y Esgrima de San Salvador de Jujuy y la Asociación Cultural y Deportiva Altos Hornos Zapla de Palpalá, contra los que disputa distintas versiones del Clásico Jujeño. Por otra parte, dentro de su ciudad en 2001 se creó la Asociación Atlética La Mona 44, surgida de un grupo de simpatizantes de Talleres que en 2021 se convirtieron en el segundo club representante de Perico en la Liga Jujeña. Con este último club no existe rivalidad clásica, aunque sí llegaron a producirse choques con tintes históricos para la ciudad. 
En cuanto al baloncesto, Talleres mantiene su máxima rivalidad con el Club Atlético Gorriti, también de la capital jujeña.

## Historia
Fundado el 4 de abril de 1944 en el taller mecánico de Napoleón del Moral, luego de separarse del Racing Club de Perico.
Inicialmente vestía los colores amarillo y negro, similar a la camiseta del Club Atlético Peñarol, pero la tuvo que cambiar por el color azul Francia, debido a que esos colores ya los utilizaba en la liga el club Correos y Telecomunicaciones de Jujuy.
Club Talleres, nombre elegido por haberse constituido por primera vez en un taller mecánico propiedad de Don Napoleón del Moral, ubicado en la calle San Martín.
Más adelante se comenzó a barajar la posibilidad de hacer de este club veraniego una institución con los estatutos correspondientes. Así llegó el momento más importante de la historia, la fundación del Club Atlético Talleres de Perico el 4 de abril de 1944. Se obtuvo la personería jurídica y el club fue presidido por Diego Segura. Posteriormente hay registros de que sus presidentes fueron Napoleón del Moral y Fabián Ochi. Paradójicamente, Filomeno Cáceres, el motor del club, nunca fue presidente de la institución.

### Afiliación a la Liga Jujeña de fútbol
Talleres se afilió a la Liga Jujeña de Fútbol a comienzos de 1950, pero sin participar en sus campeonatos, ya que así lo estipulaban los estatutos que regían en esa época. Pero a principios de 1958, Talleres solicitó formalmente la participación en los campeonatos, pero la solicitud fue denegada ya que la ley vigente establecía que no podrían participar aquellos equipos que se encontraran a más de 30 km de distancia de la capital jujeña.
Este impedimento existía a raíz de que el único camino que llevaba a la capital era vía El Carmen y este tenía exactamente 40 km de longitud. Para solucionar esto, el delegado del club ante la Liga Jujeña, Oscar Asmuzi, intuyó la intención de la liga de no permitir la participación de Talleres en los campeonatos, entonces solicitó un certificado de FF. CC. Argentinos que certificó que la distancia exacta a través de la vía férrea era de 29,6 km, entre el pueblo y la ciudad capital. Como los estatutos no establecían que tipo de medios de traslado se debían utilizar, la Liga Jujeña tuvo que acceder a la participación del club en los torneos liguistas.
Un año después Talleres ascendió a la primera división. En 1960 logró un cuarto puesto y en 1961, bajo la presidencia de Manual Blanco, Talleres comenzó a revolucionar el fútbol de Jujuy a raíz de sus importantes contrataciones. En 1962 cayó ante Independiente en la final y en 1963 fue nuevamente subcampeón, para llegar a uno de los momentos más gloriosos en 1964 se consagró campeón por primera vez. Talleres fue el primer club jujeño en participar en un campeonato nacional.
Participó en 1965 en el Campeonato de Campeones de Ligas organizado por Boca Juniors.
Se consagró campeón del Torneo Argentino B 2001-02 y tiene 8 títulos en la Liga Jujeña de Fútbol. Participó de varias ediciones de la Copa Argentina. Talleres tuvo una racha invicta de 25 partidos con 15 victorias en el estadio entre el 6 de enero de 2002 cuando cayó 0-1 ante Boroquímica de Salta por el Torneo Argentino B y el 2 de noviembre de 2003, cuando cayó frente al Club Atlético Racing por el Torneo Argentino A.
Participó de todas las ediciones de la Copa Argentina desde su reimplementación en 2011, siendo la edición 2014-15 su mejor participación llegando a la cuarta etapa.

## Datos del club

### Participaciones enCopa Argentina
| Año                    | Ronda                                           | PJ | PG | PE | PP | GF | GC | DG | Supercopa Argentina |
| ---------------------- | ----------------------------------------------- | -- | -- | -- | -- | -- | -- | -- | ------------------- |
| Copa Argentina 1969    | No participó                                    | -  | -  | -  | -  | -  | -  | -  | -                   |
| Copa Argentina 1970    | No participó                                    | -  | -  | -  | -  | -  | -  | -  | -                   |
| Copa Argentina 2011-12 | Tercera eliminatoria (Fase Inicial)             | 2  | 0  | 1  | 1  | 0  | 2  | -2 | No clasificó        |
| Copa Argentina 2012-13 | Fase preliminar                                 | 1  | 0  | 0  | 1  | 0  | 1  | -1 | No clasificó        |
| Copa Argentina 2013-14 | Fase Inicial Regional II                        | 2  | 2  | 1  | 0  | 3  | 0  | +3 | No clasificó        |
| Copa Argentina 2014-15 | Fase Preliminar Regional Grupo B (Cuarta Fase)  | 3  | 2  | 0  | 1  | 5  | 2  | +3 | No clasificó        |
| Copa Argentina 2015-16 | No clasificó                                    | -  | -  | -  | -  | -  | -  | -  | -                   |
| Copa Argentina 2016-17 | Fase Preliminar Regional Grupo B (Segunda Fase) | 4  | 3  | 0  | 1  | 5  | 4  | +1 | No clasificó        |
| Copa Argentina 2017-18 | No participó                                    | -  | -  | -  | -  | -  | -  | -  | -                   |
| Copa Argentina 2018-19 | No participó                                    | -  | -  | -  | -  | -  | -  | -  | -                   |
| Copa Argentina 2019-20 | No clasificó                                    | -  | -  | -  | -  | -  | -  | -  | -                   |
| Total                  | 5/11                                            | 12 | 7  | 2  | 4  | 13 | 9  | +4 | 0/11                |

## Apodos
Su apodo es el expreso azul, denominado así en 1957 por un periodista debido a los viajes de sus simpatizantes en tren.

## Estadio
El estadio del Club Atlético Talleres se denomina Doctor Plinio Zabala, está ubicado en Ciudad Perico y tiene una capacidad de 6000 personas.
Talleres tuvo una racha invicta de 25 partidos con 15 victorias en el estadio entre el 6 de enero de 2002 cuando cayó 0-1 ante Boroquímica de Salta por el Torneo Argentino B y el 2 de noviembre de 2003, cuando cayó frente al Club Atlético Racing por el Torneo Argentino A.
El club también cuenta con un estadio de Basquetball inaugurado el 14 de abril de 2011 con una capacidad de más de 2500 personas sentadas. El Estadio fue construido por el Gobierno de la Provincia de Jujuy y la comunidad de la Ciudad, que donó bolsas de cemento, como así también dinero para la 77 edición del Campeonato Argentino de Básquet que acogió como subsede un total de 15 partidos de la fase de grupos.

## Clásicos
Rivalidades con:
- Altos Hornos Zapla
- Gimnasia y Esgrima
- Atlético Gorriti

Otros clásicos
- Gimnasia y Tiro de Salta.
- Juventud Antoniana
- Central Norte

## Palmarés

### Títulos nacionales oficiales (1)
| Torneos nacionales oficiales | Torneos nacionales oficiales | Torneos nacionales oficiales |
| Competición                  | Títulos                      | Subcampeonatos               |
| ---------------------------- | ---------------------------- | ---------------------------- |
| Torneo Argentino B (1/0)     | 2001-02.                     |                              |

### Torneos provinciales oficiales (12)
| Torneos locales oficiales    | Torneos locales oficiales                                                                   | Torneos locales oficiales |
| Competición                  | Títulos                                                                                     | Subcampeonatos            |
| ---------------------------- | ------------------------------------------------------------------------------------------- | ------------------------- |
| Liga Jujeña de Fútbol (11/1) | 1964, 1966, 1990, 1991, 1993, 1998, 2000, 2001, Apertura 2021, Clausura 2022, Apertura 2025 | Apertura 2019             |
| Copa Jujuy (1/0)             | 2019.                                                                                       |                           |

### Femenino (2)
| Torneos locales oficiales            | Torneos locales oficiales | Torneos locales oficiales |
| Competición                          | Títulos                   | Subcampeonatos            |
| ------------------------------------ | ------------------------- | ------------------------- |
| Liga Jujeña de Fútbol Femenina (1/0) | 2018.                     |                           |
| Copa Jujuy Femenina (1/0)            | 2019.                     |                           |

### Torneos amistosos (1)
| Torneos nacionales Amistosos | Torneos nacionales Amistosos | Torneos nacionales Amistosos |
| Competición                  | Títulos                      | Subcampeonatos               |
| ---------------------------- | ---------------------------- | ---------------------------- |
| Copa Desafío (1/1)           | 2014.                        | 2010.                        |